# سيلا وورد
سيلا أن وورد (بالإنجليزية: Sela Ann Ward)‏ ممثلة أفلام ومسلسلات أمريكية، ولدت في 11 يوليو 1956 في ميريديان في ولاية ميسيسيبي في الولايات المتحدة، مثلت في عدة أفلام منها زوج الأم مع ديلان والش، وفي مسلسل سي إس إن واي أي.

## وصلات خارجية
- سيلا وورد على موقع IMDb (الإنجليزية)
- سيلا وورد على موقع ميتاكريتيك (الإنجليزية)
- سيلا وورد على موقع روتن توميتوز (الإنجليزية)
- سيلا وورد على موقع قاعدة بيانات الأفلام العربية
- سيلا وورد على موقع ألو سيني (الفرنسية)
- سيلا وورد على موقع ميوزك برينز (الإنجليزية)
- سيلا وورد على موقع تيرنر كلاسيك موفيز (الإنجليزية)
- سيلا وورد على موقع أول موفي (الإنجليزية)
- سيلا وورد على موقع قاعدة بيانات الأفلام السويدية (السويدية)
- سيلا وورد على موقع إن إن دي بي (الإنجليزية)
- Hope Place
- Sela Ward Interview on Sidewalks Entertainment